# Дългоноса кузиманзе
Дългоноса кузиманзе (Crossarchus obscurus), също обикновена кузиманзе, е вид бозайник от семейство Мангустови (Herpestidae).

## Разпространение и местообитание
Разпространен е в Гана, Гвинея, Кот д'Ивоар, Либерия и Сиера Леоне.